# Marik Vos-Lundh
Marie-Anne (Marik) Vos-Lundh, född Marie-Anne Ericsson 3 juni 1923 i Petrograd, Sovjet, död 13 juli 1994 på Gotland, var en svensk scenograf, kostymtecknare och målare. Vos-Lundh var under flera decennier knuten till Dramatiska teatern i Stockholm. År 1984 vann hon en Oscar för kostymerna i Ingmar Bergmans film Fanny och Alexander.

## Biografi
Marik Vos-Lundh var dotter till tjänstemannen Rudolf Ericsson och Kira Spoerhase och gift 1947–1959 med redaktören Bengt Olof Vos och från 1962 med perukmakaren Börje Lundh. Marik Vos-Lundhs far var svensk och modern ryska. Vos-Lundh flyttade till Sverige 1932 och studerade målning vid Tekniska skolan 1939–1943 och vid Otte Skölds målarskola 1940–1945. Samtidigt var hon elev till Sven Erik Skawonius vid Dramatiska teaterns dekorationsateljé. Under sin studietid utförde hon dekorationer för Stockholms studentteater. 
Marik Vos-Lundh anställdes som dekoratör och kostymtecknare vid Dramaten 1946 där hon utsågs till dekorationschef 1963 och produktionschef 1964. Hon blev teaterns planeringsledare 1970. Under sina år vid Dramaten arbetade hon med framstående regissörer som Olof Molander, Alf Sjöberg och Ingmar Bergman. Efter att hon slutade vid Dramaten 1982 började hon frilansa som scenograf och kostymtecknare, samt ägnade sig åt måleri, konsthantverk och fåruppfödning på Gotland. Vos-Lundh arbetade även med film, under drygt tjugo år samarbetade hon med Ingmar Bergman på hans filmproduktioner. Hon Oscarsnominerades för sina kostymer till Bergmanfilmerna Jungfrukällan (1961)  och Viskningar och rop (1972). 1982 vann hon en Oscar för kostymerna i Fanny och Alexander och blev även nominerad till den engelska BAFTA Award. Vos-Lundh arbetade huvudsakligen med en enkel uppbyggnad av scenografin med få färger som hon accentuerade i dräkterna och hon medverkade i ett hundratal uppsättningar på Dramatens olika scener. Hennes bildkonst består av oljemålningar och akvareller. Vos-Lundh är bland annat representerad vid Scenkonstmuseet.

## Teater

### Scenografi och kostym
| År   | Produktion                                           | Upphovsmän               | Regi             | Teater           | Noter                 |
| ---- | ---------------------------------------------------- | ------------------------ | ---------------- | ---------------- | --------------------- |
| 1951 | Amorina                                              | Carl Jonas Love Almqvist | Alf Sjöberg      | Dramaten         | Kostym                |
| 1951 | Diamanten Der Diamant                                | Friedrich Hebbel         | Rune Carlsten    | Dramaten         | Scenografi och kostym |
| 1956 | Ett dockhem Et Dukkehjem                             | Henrik Ibsen             | Helge Hagerman   | Riksteatern      | Scenografi            |
| 1959 | Den politiske kannstöparen Den Politiske Kandestøber | Ludvig Holberg           | Rune Carlsten    | Dramaten/ Folkan | Scenografi och kostym |
| 1961 | Yerma                                                | Federico García Lorca    | Bengt Ekerot     | Dramaten         | Scenografi och kostym |
| 1963 | Tiggarens opera The Beggar's Opera                   | John Gay                 | Per-Axel Branner | Dramaten         |                       |
| 1972 | Vildanden                                            | Henrik Ibsen             | Ingmar Bergman   | Dramaten         | Scenografi            |
| 1972 | Sånt folk!, revy                                     | Carl Zetterström         | Lars Amble       | Maximteatern     | Kostym                |